# 王晙
王 晙（おう しゅん、生年不詳 - 732年）は、唐代の軍人。本貫は滄州景城県。

## 経歴
長安県尉の王行果の子として生まれた。幼くして父を失い、学問を好んだ。弱冠にして明経に及第し、清苑県尉に任じられた。殿中侍御史に転じ、朝散大夫の位を加えられた。朔方軍元帥の魏元忠が反乱軍と戦って敗れ、敗戦の罪を副将の韓思忠に押しつけようとした。王晙は韓思忠を弁護して争い、韓思忠は許されたが、王晙は渭南県令として出された。
景龍3年（709年）、王晙は桂州都督に累進した。桂州には古くから屯兵があり、衡州・永州などに食糧を輸送していた。王晙は外城の改築をはじめ、屯兵と食糧の輸送を廃止するよう上奏した。さらに江水をせき止め、屯田数千頃を開いた。ほどなく王晙が帰郷して墓を参拝したいと上疏すると、桂州の人々は宮殿を訪れて王晙の留任を求め、王晙の在任は1年延長された。王晙は鴻臚寺卿に転じ、朔方軍副大総管をつとめ、安北大都護を兼ねた。豊安軍・定遠軍・東受降城・中受降城・西受降城および側近の軍はいずれも王晙の節度を受けた。のちに王晙は太僕寺少卿・隴右群牧使に転じた。
開元2年（714年）、吐蕃が精鋭10万を率いて洮州に侵入すると、王晙は部下2000人を率いて洮州の軍と合流し、これを阻んだ。吐蕃軍は大来谷口に宿営し、吐蕃の大将の坌達延がさらに兵を率いて後詰めとして到着した。王晙は奇兵700人を出し、吐蕃軍の服を着て、大来谷口を夜襲した。部隊をふたつに分けて吐蕃の陣営を攪乱したので、吐蕃軍は同士討ちして、死者は万を数えた。まもなく左羽林軍将軍の薛訥が兵を率いて吐蕃軍を迎撃し、武階駅までいたったが、大来谷口から20里離れており、吐蕃軍によって隔てられていた。王晙は再び吐蕃軍を夜襲して撃破し、薛訥の軍と合流した。洮水まで吐蕃軍を追撃し、略奪された牧馬を奪回して凱旋した。功により銀青光禄大夫の位を加えられ、清源県男に封じられ、原州都督を兼ねた。ほどなく并州大都督府長史に任じられた。
開元4年（716年）、突厥の阿史那默啜が九姓鉄勒のために殺害されると、その部下の首長たちの多くが唐に降り、オルドスに置かれた。王晙は降伏した北方民族を移住させてはいけないと上疏した。まもなく毘伽可汗が後継として立つと、唐に降っていた者たちはことごとく叛いた。王晙は并州の兵を率いて西に黄河を渡り突厥を討った。王晙は昼夜兼行で進軍して追いつき、1500人あまりを殺害し、1400人あまりを生け捕りにした。王晙は功により左散騎常侍・持節・朔方道行軍大総管となり、ほどなく御史大夫に転じた。
ときに突厥の𨁂跌部と僕固都督の勺磨らが中受降城の左右に散在してとどまっており、突厥を引き入れて呼応し、軍城を攻め落として反乱しようとしていた。王晙はひそかに上奏して、かれらを殺害したいと願い出た。開元8年（720年）秋、王晙は𨁂跌部らの仲間800人あまりを中受降城に誘い、かれらを殺害した。これにより王晙は兵部尚書に任じられ、再び朔方軍大総管をつとめた。
開元9年（721年）、蘭池の北方民族の康待賓らが賦役に苦しみ、唐に降伏していた人々を誘って反乱を起こし、夏州を攻撃した。王晙は隴右節度使の郭知運とともにこれを討った。王晙は郭知運と合わず、王晙が招撫して降伏させた者たちを、郭知運が兵をもって攻撃した。北方民族たちは王晙に騙されたと思い、みな叛いて逃走した。王晙は御史大夫を兼ねたまま、清源県公に進封された。まもなく反乱軍が再び結集したため、王晙は罪に問われて、梓州刺史に左遷された。開元10年（722年）、太子詹事に任じられ、中山郡公に封じられた。玄宗の北巡に従い、吏部尚書となり、太原尹を兼ねた。開元11年（723年）夏、張説に代わって兵部尚書・同中書門下三品となった。金紫光禄大夫の位を加えられ、朔方軍節度大使をつとめた。この年の冬、玄宗が自ら郊祀をおこなうと、王晙に長安へ出頭するよう命が下った。王晙は隙に乗じて突厥が侵入することを恐れて、辞退して赴かなかった。許州刺史の王喬の家奴が王晙に反乱の計画があると告発したため、玄宗は侍中の源乾曜と中書令の張説に命じて取り調べさせた。すでに王晙には反乱の実態がないことが判明していたが、召集に応じなかった違勅の罪で、蘄州刺史に左遷された。開元14年（726年）、戸部尚書に転じ、再び朔方軍節度使となった。開元20年（732年）、死去した。享年は七十数歳。尚書左丞相の位を追贈された。諡は忠烈といった。

## 伝記資料
- 『旧唐書』巻93 列伝第43
- 『新唐書』巻111 列伝第36